# Мартануш (Ковасна)
Мартануш (рум. Mărtănuș) насеље је у Румунији у округу Ковасна у општини Брецку. Oпштина се налази на надморској висини од 609 m.

## Становништво
Према подацима из 2002. године у насељу је живело 844 становника.

### Попис2002.
| Расподела становништва по националности 2002.‍ | Расподела становништва по националности 2002.‍ | Расподела становништва по националности 2002.‍ | Расподела становништва по националности 2002.‍ | Расподела становништва по националности 2002.‍ |
| --------------------------------------------- | --------------------------------------------- | --------------------------------------------- | --------------------------------------------- | --------------------------------------------- |
|                                               |                                               |                                               |                                               |                                               |
| Румуни                                        | Румуни                                        |                                               | 228                                           | 27,0%                                         |
| Мађари                                        | Мађари                                        |                                               | 616                                           | 73,0%                                         |